# Welcome to Earth-2
Welcome to Earth-2 es el decimotercer episodio de la segunda temporada de la serie estadounidense de drama y ciencia ficción, The Flash. La historia del episodio fue escrito por Greg Berlanti, Andrew Kreisberg y Katherine Walczak y dirigido por Millicent Shelton. El episodio fue emitido el 9 de febrero en Estados Unidos por la cadena The CW.
Es además el primer episodio de un arco histórico de dos partes, donde muestra a Barry viajando al universo paralelo Tierra-2 (Earth-2) para rescatar a alguien, a lo largo del episodio aparecen las contrapartes de los personajes de ese universo.

## Argumento
Barry, Wells y Cisco viajan a Tierra-2 para rescatar a la hija de Wells, Jesse, de Zoom. Barry se sorprende cuando se topa con la versión de Tierra-2 de Iris y Joe, pero nada lo prepara para conocer a la versión de su amiga Caitlin Snow como Killer Frost y Ronnie Raymond como Deathstorm, unos villanos totalmente diferente a sus versiones de Tierra-1. Mientras tanto, de vuelta a Tierra-1, Jay Garrick tiene que hacerse cargo de las responsabilidades de Flash cuando un meta-humano llamado "Geomancer" ataca Central City.
En la Tierra 2 tienen lugar diferentes sucesos respecto a la Tierra 1:
- Barry e Iris están casados. Iris es detective de la policía de Central City y la madre de Barry sigue viva junto a Henry, los cuales están preparando un viaje a Atlantis. Joe West es cantante y no se lleva bien con Barry.
- Un miembro de la familia Snart es alcalde de Central City, se desconoce cuál.
- Floyd Lawton es un policía con pésima puntería que trabaja junto a Iris mientras que el Capitán Singh es un ladrón.
- Cisco, Caitlin y Ronnie trabajan para Zoom. Ronnie tiene el apodo de Deathstorm y sigue siendo el fruto de la combinación entre él y Martin Stein, pero el primero ha sabido someterlo. Caitlin posee el poder de crear hielo, llamándose Killer Frost. Cisco sigue poseyendo sus poderes, ahora más amplificados, como ondas de energía, bajo el nombre de Reverb.

Barry es capturado por Zoom después que este acaba con Ronnie y Cisco de la tierra 2.
Zoom lleva a Barry a una prisión donde se encuentra la hija de Wells. Este observa a la niña en una jaula y luego llega Zoom y le dice que será su prisionero para siempre.

## Producción

### Desarrollo
La segunda temporada de la serie explora el concepto de multiverso, introduciendo a Tierra-2 y a todas las contrapartes de los personajes de Tierra-1. En enero de 2016 se anunció que saldría un episodio titulado "Welcome to Earth-2" (lit. "Bienvenido a Tierra-2") enfocándose en Barry Allen viajando a esa Tierra. El episodio, el cual fue el decimotercero de la segunda temporada, estuvo dirigido por Millicent Shelton y escrito por Katherine Walczak y la historia fue hecha por Greg Berlanti y Andrew Kreisberg.

### Guion
Kreisberg describió "Bienvenido a la Tierra-2" como la primera parte de un arco de la historia de dos partes que continúa con "Escape de la Tierra-2". El episodio también presenta a los doppelgängers de Earth-2 de varios personajes de Earth-1. Kreisberg dijo que algunos de ellos "son más que diferentes. Lo que es tan interesante es que tienes a [Harry] Wells, que probablemente es el más parecido a él, el que vimos el año pasado y este otro. Parecen diferentes hasta que empiezas a ver las locas diferencias entre todos los demás miembros del elenco. Entonces él es el que ya no parece tan diferente y loco". Los ejemplos incluyen el hecho de que Barry Allen no es un metahumano; Iris West es una detective de policía casada con él; Caitlin Snow, Ronnie Raymond y Cisco Ramon son los criminales metahumanos Killer Frost, Deathstorm y Reverb respectivamente; Joe West es un cantante de salón que se hace llamar Joseph y no le gusta su yerno; Nora Allen está viva; David Singh es un criminal; Henry Hewitt no es un metahumano; y Floyd Lawton es un oficial de policía con pocas habilidades de puntería.
Candice Patton, quien interpreta a Iris, calificó la versión de Earth-2 como dura, tiesa y "menos penetrable emocionalmente" que la versión de Earth-1. El co-showrunner de la segunda temporada, Todd Helbing, calificó la versión Earth-2 de Barry como "bastante diferente" de la versión Earth-1, y lo describió como "muy entretenido" y "hilarante", además de "bastante egoísta" desde la perspectiva de Joseph. La marca de velocidad del Barry de Earth-2 presenta muchos contactos cuyos nombres son referencias a los nombres civiles de personajes de DC Comics como "Bruce" (Batman), "Diana" (Wonder Woman) y "Hal" (Green Lantern), además de "Eddie" (una referencia a Eddie Thawne). El co-showrunner de la segunda temporada, Aaron Helbing, dijo que estos eran simplemente "huevos de Pascua por diversión", y Todd dijo que esos nombres fueron elegidos de un "tablero gigante de probablemente 50 ideas".

### Casting
Los miembros principales del reparto Grant Gustin, Candice Patton, Danielle Panabaker, Carlos Valdés, Keiynan Lonsdale, Tom Cavanagh y Jesse L. Martin aparecen en el episodio como Barry Allen/Flash, Iris West, Caitlin Snow, Cisco Ramon/Vibe, Wally West, Harry Wells y Joe West, respectivamente. Gustin, Patton, Panabaker, Valdés y Martin también retratan las versiones de Earth-2 de sus personajes.
Robbie Amell interpreta a Deathstorm, Demore Barnes interpreta a Henry Hewitt, Michelle Harrison interpreta a Nora Allen, Michael Rowe interpreta a Floyd Lawton y Patrick Sabongui interpreta a David Singh; todos los actores interpretan las versiones Earth-2 de sus personajes Earth-1. El reparto invitado adicional incluye a Teddy Sears como Jay Garrick/Flash, Violett Beane como Jesse Wells,  y Adam Stafford como Adam Fells/Geomancer. Además, Tony Todd proporciona la voz no acreditada de Zoom.

### Rodaje
La filmación del episodio comenzó a principios de diciembre de 2015, y se llevó a cabo en su totalidad en Vancouver. Las escenas que representan los laboratorios STAR de Earth-2 fueron filmadas en el vestíbulo del Teatro Queen Elizabeth, mientras que la pelea de Jay Garrick con Geomancer fue filmada en la plaza de una torre de oficinas en el centro de Vancouver.

### Vistazos del Arrowverso
En el episodio, mientras Barry, Cisco y Harry viajan a Earth-2, se ven destellos del multiverso, incluida una imagen de la protagonista de Supergirl Melissa Benoist y una imagen de John Wesley Shipp como el Flash de la serie de televisión de 1990, lo que implica que los dos personajes y sus respectivas series de televisión existen en Tierras alternativas a la Tierra-1.

## Lanzamiento

### Transmisión
"Welcome to Earth-2" se emitió por primera vez en los Estados Unidos en The CW el 9 de febrero de 2016. Se transmitió junto con la transmisión de EE. UU. En Canadá en CTV, mientras que se transmitió por primera vez en el Reino Unido en Sky 1 el 29 de marzo de 2016. Se estrenó en Fox8 en Australia el 10 de febrero de 2016.

### Medios domésticos
El episodio, junto con el resto de la segunda temporada The Flash fue lanzado en Blu-ray y DVD el 6 de septiembre, el 2016. Las características adicionales incluyen largometrajes detrás de escena, comentarios de audio, escenas eliminadas y un rollo de errores. El 4 de octubre de 2016, el episodio estuvo disponible para su transmisión en Netflix en los Estados Unidos, junto con el resto de la segunda temporada.

## Recepción

### Calificaciones
En los Estados Unidos, el episodio recibió una participación del 1,6 / 5 por ciento entre los adultos de entre 18 y 49 años, lo que significa que fue visto por el 1,6 por ciento de todos los hogares y el 5 por ciento de todos los que veían televisión en el momento de la transmisión. Fue visto por 3,96 millones de espectadores. El episodio fue el más visto y mejor calificado de la segunda temporada. Tuvo la mayor audiencia del programa desde febrero de 2015 , la calificación más alta de 18 a 49 desde el cruce "Flash vs. Arrow" en diciembre de 2014, y la calificación más alta en el grupo demográfico de 18 a 34 años (1.5 / 6) desde su estreno de la serie Pilot (The Flash) en octubre de 2014. Una semana después de su lanzamiento, el episodio fue visto por 5,98 millones de espectadores estadounidenses con una calificación de 2,5 en la demostración de 18 a 49 años. La transmisión canadiense obtuvo 1,78 millones de espectadores, la tercera más alta de esa noche y la novena más alta de la semana. El estreno en Reino Unido tuvo 1,13 millones de espectadores,  y en Australia, el estreno tuvo 147 000 espectadores, incluidos 67 000 espectadores en diferido.

### Respuesta crítica
El sitio web del agregador de reseñas Rotten Tomatoes reportó un índice de aprobación del 93% para el episodio, basado en 14 reseñas, con una calificación promedio de 9.21 / 10. El consenso crítico del sitio web dice: "Animado por una sacudida de diversión fuera de este mundo, 'Bienvenido a la Tierra-2' acelera con éxito el ritmo y la acción, al tiempo que brinda muchos momentos encantadores de huevos de Pascua en todo momento".
Muchos críticos llamaron a "Welcome to Earth-2" el mejor episodio de la serie hasta ese momento. Jesse Schedeen de IGN lo calificó con 9.7 sobre 10, elogiando el concepto de Earth-2, los momentos dramáticos de Barry, la representación de Deathstorm, Killer Frost y Reverb, pero criticó la necesidad de acabar con Reverb tan pronto. Concluyó, "The Flash entregó uno de sus mejores episodios hasta el momento cuando Barry y sus amigos hicieron un viaje divertido pero emotivo a la Tierra-2."  Angelica Jade Bastién de Vulture ”dijo que el episodio“ combina secuencias de acción increíbles, una dirección asombrosa de Millicent Shelton, algunas de las mejores actuaciones del elenco (particularmente de Candice Patton y Grant Gustin), mucho corazón y la cantidad justa de asiente con la cabeza a los cómics. Es sin duda el mejor episodio de la temporada, y puede que sea el mejor episodio de The Flash hasta ahora. "   Collider  ' s Dave Trumbore calificó el episodio con cuatro estrellas de cinco, diciendo: "Este fue un episodio absolutamente loco de The Flash, y eso dice algo ya que este programa normalmente es rápido- ritmo y lleno de huevos de Pascua incluso en una semana relativamente lenta."
Jonathon Dornbush de Entertainment Weekly elogió la escena en la que Barry habla con la madre de su doppelgänger de Earth-2 por teléfono, diciendo que Gustin "ha demostrado ser muy hábil para abordar el dolor, la esperanza y muchas otras emociones girando en torno a su madre y su muerte. " Scott Von Doviak de The AV Club dijo: "Desde su regreso de la pausa, The Flash ha sido lento y taciturno, y el arco de Zoom ha fracasado." Bienvenido a Earth-2 "inicia tanto la historia como la temporada como un completo "y concluyó:" En cierto modo, este episodio debería obtener una calificación de "incompleto", ya que termina con muy poca resolución y queda otra hora más en la Tierra-2. Sin embargo, eso es un tecnicismo, porque esto es solo casi tan bueno como "The Flash". " Ed Gross de  Empire  calificó el episodio con cuatro estrellas de cinco, diciendo , " The Flash  puede alcanzar un tope de velocidad ocasional (lo siento) en el camino, pero lo hace de manera bastante consistente. Welcome To Earth-2 es un ejemplo perfecto."  Charlie Hall de  Polygon le dio al episodio una crítica bastante variada, diciendo: "Si bien el episodio comenzó con una gran promesa, finalmente se convirtió en la misma historia que seguimos viendo una y otra vez . Es otra insta nce de que la impulsividad de Allen se apoderó de él."